# Ataques en Transnistria de 2022
Los ataques en Transnistria de 2022 ocurrieron el 25 y 27 de abril de 2022, cuando se reportaron varias explosiones en el estado separatista de Transnistria, en Europa del Este. El incidente se da en medio de una serie de tensiones entre Moldavia y en general la OTAN, contra Rusia y las repúblicas separatistas de Donetsk y Lugansk en el marco de la invasión rusa de Ucrania. 

## Antecedentes
Los ataques se produjeron una semana después de que un alto funcionario militar ruso planteara la cuestión de los hablantes rusos en Transnistria en el contexto de la invasión rusa de Ucrania, haciéndose eco de las justificaciones de Moscú para la guerra en Ucrania. El mayor general Rustam Minnekaev, comandante interino del Distrito Militar Central de Rusia, dijo que el plan de la acción militar de Rusia en Ucrania incluye tomar el control total del sur de Ucrania, lo que podría proporcionar a Rusia acceso terrestre a Transnistria.

## Ataques

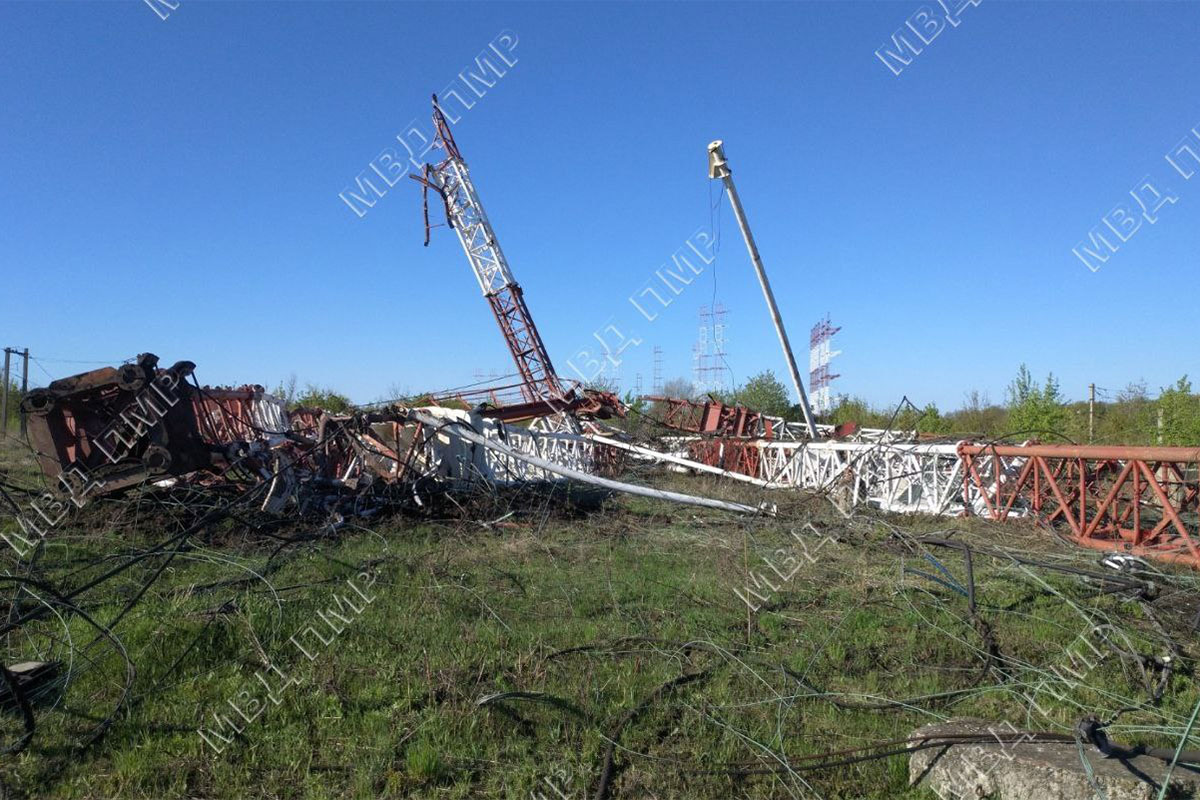
Una antena de onda corta derribada en el Centro de Radio Mayak en Transnistria después de un bombardeo el 26 de abril de 2022.

Las primeras explosiones golpearon la sede del Ministerio de Seguridad del Estado de Transnistria en Tiráspol, la capital del país. Posteriormente, la Milítsiya bloqueó las calles cercanas al incidente e instruyó a nadie a acercarse. No se documentaron víctimas. Los informes preliminares lo describieron como un ataque con lanzagranadas.
Dos explosiones que dañaron las antenas de radio también fueron reportadas en Maiac el mismo día. El 26 de abril, una unidad del ejército fue atacada. Las autoridades de Transnistria condenaron el incidente como terrorismo.

## Reacciones

### En Transnistria
El diputado de Transnistria Andréi Safónov dijo a TASS que «el bombardeo del edificio por un lanzagranadas es un intento de sembrar pánico y miedo», afirmando que «los intentos de presionarnos se han observado antes».
TASS informó que el presidente de Transnistria, Vadim Krasnoselski, dijo que se sospechaba que Ucrania estaba detrás del ataque. El Ministerio de Relaciones Exteriores de Ucrania dijo que las explosiones eran parte de un plan de Rusia para ocupar el sur de Ucrania con el fin de establecer un puente terrestre entre Transnistria y Crimea. El 28 de abril, se informo que Transnitria habría prohibido salir del territorio a los hombres en edad para combatir.

### En Moldavia
La presidenta de Moldavia, Maia Sandu, dijo que los «intentos de escalada provienen de facciones dentro de la región de Transnistria que son fuerzas pro-guerra e interesadas en desestabilizar la situación en la región».

### Otros países
Tras los ataques, el viceministro de Relaciones Exteriores de Rusia, Andréi Rudenko, insinuó una invasión de Moldavia, diciendo que le «gustaría evitar tal escenario» en el que Moscú tuviera que intervenir, pero que «ciertas fuerzas» habían creado «un semillero de tensión». El líder de la autoproclamada República Popular de Donetsk, Denis Pushilin, dijo que Moscú debería «tener en cuenta lo que está sucediendo en Transnistria» al planificar la próxima etapa de su campaña militar.
El Ministerio de Relaciones Exteriores de Israel aconsejó a todos los israelíes en Transnistria que se fueran de inmediato y emitió una advertencia de viaje para el área. El Ministerio de Relaciones Exteriores de Bulgaria también recomendó a los ciudadanos búlgaros que huyeran de Moldavia. Otros países dentro de los que destaca Canadá, Alemania, Francia y los Estados Unidos, compartieron la misma recomendación. Por otro lado, el primer ministro de Rumania, Nicolae Ciucă, dijo que no era necesario que los ciudadanos rumanos hicieran esto después de analizar la situación.